# Der Atem (2019)
Der Atem ist ein in Schwarz-Weiß gedrehter Dokumentarfilm aus dem Jahr 2019 von Uli M Schueppel.

## Handlung
Der Film besteht aus verschiedenen Episoden, in welchen unterschiedliche Menschen über einschneidende Erlebnisse aus ihrem Leben erzählen. So erzählt z. B. die heute bekannte Moderatorin Eva-Maria Lemke über ihre Mutter, die von der Stasi verfolgt und entführt wurde und der Schlagzeuger Uwe Schmidt, wie er als junger Mann vom Wachregiment „Feliks Dzierzynski“ verschleppt und verhört wird. Die Episoden bleiben unauserzählt und verbleiben als Fragmente.
Der rote Faden ist der Winteratem, der alles verbindet.

## Produktion und Hintergrund
Der Film entstand in Zusammenarbeit mit ZDF und Arte und wurde vom Medienboard Berlin-Brandenburg gefördert. Schueppel drehte den Film in den Wintermonaten in Berlin. Die Premiere fand am 13. Februar 2019 im Rahmen der 69. Berlinale im Zoo Palast statt. Schueppel zu Ehren wurde der typische Berlinale-Einspieler, der von ihm gestaltet wurde und jedem Film vorgeschaltet ist, in Schwarz-Weiß geändert.